# Änderåsen
Änderåsen är en by i Boda socken, Rättviks kommun. SCB inkluderar by i orten Gulleråsen.
Enligt en sägen återgiven av Abraham Hülphers den yngre skall Änderåsen först ha bebyggts av en son till jättekvinnan Gulla i Gulleråsen som hette Änder eller Endor. En "Kitill i orningsas" omtalas i ett dokument redan 1320, 1549 skrivs byn Änderåsen. Den ursprungliga bytomten låg väster om nuvarande byläget. Här ligger grunderna efter en riven gård. Den äldre Pettersgården kall också ha legat här, men flyttades enligt sägnen av att vättar kom in i gården och klagade över att korna sket i deras hus. De skall ha haft en gruva i kullen där gården låg. I början av 1900-talet bestod byn av tolv gårdar. En dansbana, "Änderåsens Tivoli" låg tidigare söder om byn.